# Transumanza

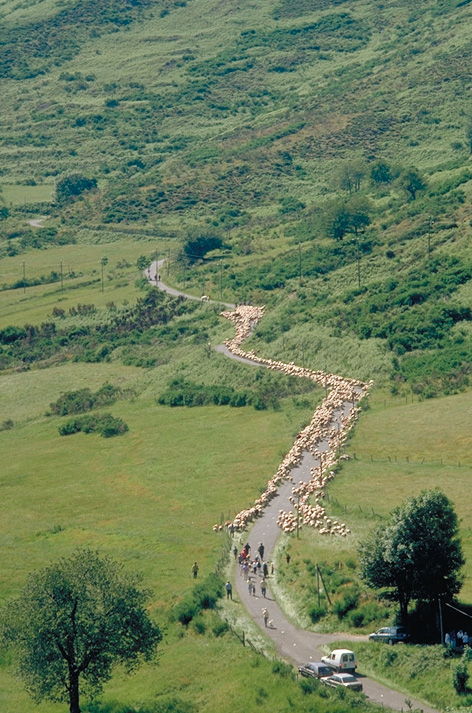
Transumanza in Francia

La transumanza è la migrazione stagionale delle greggi, delle mandrie e dei pastori che si spostano da pascoli situati in zone collinari o montane verso quelli delle pianure (nella stagione invernale) o viceversa (nella stagione estiva) percorrendo le vie naturali dei tratturi.

## Etimologia
La parola "transumanza" deriva dal verbo transumare, ossia "attraversare", "transitare sul suolo". Il verbo è costituito con l'accostamento del prefisso latino trans che vuol dire "al di là"/"attraverso", e della parola latina humus che vuol dire "suolo"/"terreno".
Un'alternativa e più complessa etimologia semitica è stata proposta per spiegare la parola: si riferisce all'accadico taru ("andare attorno", "girare", "volgersi", "andare e tornare"), accadico ummanu ("popolo", "nazione", "gente", "uomini") e il pronome indicativo accadico anaforico ša, aramaico zi ("quello").

## Descrizione

### Terminologia

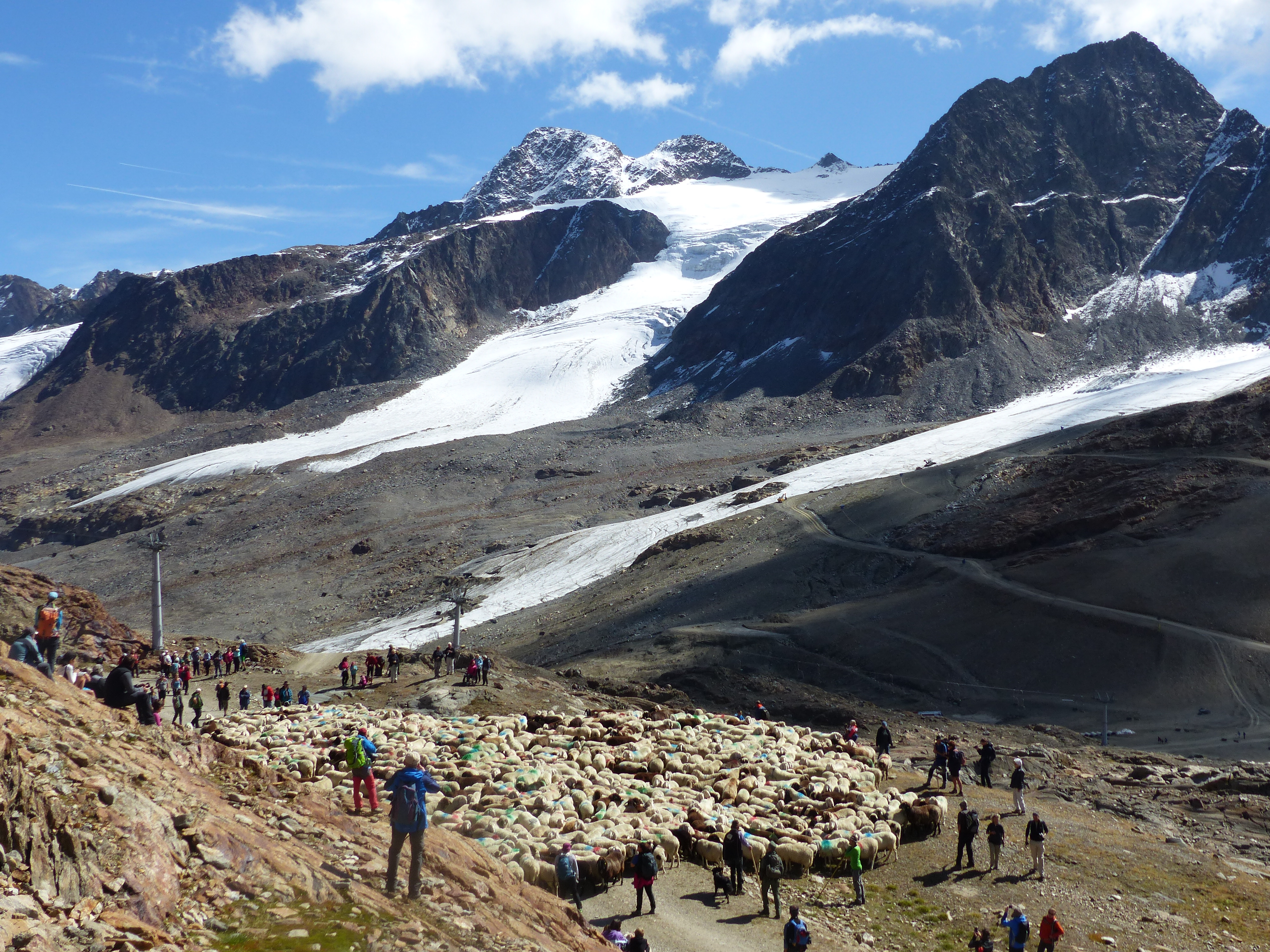
Transumanza dallo Hochjoch (Austria, Gruppo del Verwall, Alpi Venoste)

Per descrivere le fasi in cui si compiono gli spostamenti che danno luogo alla transumanza si usano i termini di: "monticazione" e "demonticazione".
Con monticazione, parola che deriva dal verbo monticare, s'indica la fase iniziale della transumanza, che si compie nel periodo primaverile, quando avviene il trasferimento degli armenti e dei pastori dalle zone di pianura ai pascoli di alta quota e ha inizio l'alpeggio.
Con demonticazione si definisce il successivo trasferimento inverso che, nel periodo autunnale, riporta gli animali e i pastori dai pascoli in quota a quelli di pianura nella fase di discesa successiva al periodo estivo dell'alpeggio.
Tale usanza nei secoli scorsi condizionava pesantemente la vita del pastore, che non poteva contare sulla presenza delle strutture tipiche dell'allevamento moderno, quali la stalla e gli impianti di foraggiatura, mungitura e refrigerazione del latte.
Laddove ancora praticato, il trasferimento degli animali avviene oggi spesso attraverso l'autotrasporto utilizzando appositi autocarri, almeno nel caso sia possibile ed economicamente conveniente.

### In Italia
In Italia questa antica usanza prese le mosse principalmente a partire dall'Appennino abruzzese, volgendo sia verso la Maremma toscana e laziale (i resti di un antico tratturo si trovano nei pressi di un guado del Tevere, tra Fiano Romano e Passo Corese a nord di Roma) sia soprattutto verso il Tavoliere delle Puglie. Consisteva nel trasportare ("transumare", appunto) gli animali dai monti abruzzesi e molisani, ai ricchi pascoli della Maremma e del Tavoliere. Nel meridione, in particolare, l'importanza economica di tale attività era tale da essere gestita da due specifiche istituzioni del Regno di Napoli: la Regia dogana della mena delle pecore, con sede a Lucera e poi a Foggia, e la Doganella d'Abruzzo.
Dopo il 1447 divenne la principale fonte economica per molti paesi abruzzesi e tale rimase fino alla fine del 1800. 
Gli Aragonesi vollero far sviluppare l'industria della lana, ma i risultati attesi da Alfonso d'Aragona non furono raggiunti e l'industria della lana del Regno di Napoli non riuscì a competere con quella della Spagna, delle Fiandre, dell'Inghilterra.
In queste nazioni, oltre allo sviluppo dell'allevamento ovino, si puntò sullo sviluppo dell'agricoltura, cosa che non venne fatta nel territorio del Regno di Napoli, causando un ritardo nello sviluppo locale.

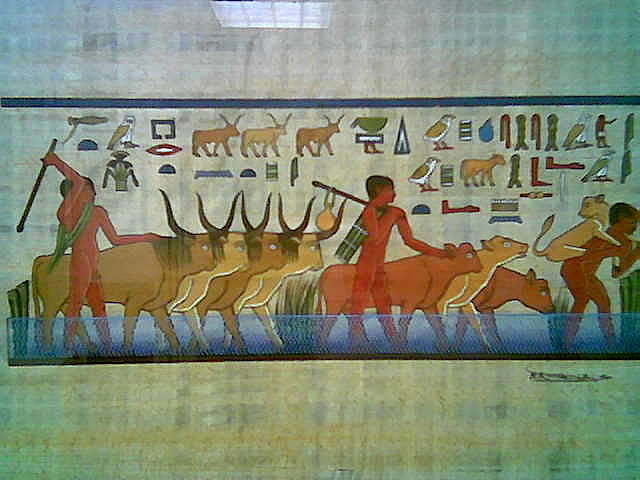
Una scena di transumanza nell'antichità

A riprova della rilevanza di tale pratica nell'economia e nella società, è stato calcolato che nella metà del XV secolo non meno di tre milioni di ovini e trentamila pastori percorressero annualmente i tratturi e che l'impatto che la pastorizia esercitava era tale da fornire sussistenza, direttamente o indirettamente, a metà della popolazione abruzzese. Nel XVII secolo i capi coinvolti erano circa cinque milioni e mezzo.
Questo trasferimento avveniva alla fine della stagione calda, per andare in cerca di zone adatte a passare l'inverno con il bestiame e dove poter trovare dei pascoli in grado di sfamare le enormi greggi.
All'inizio di una nuova stagione calda, si transumava nuovamente verso i pascoli più freschi del Molise e dell'Abruzzo, prendendo il nome di monticazione.
Tutto ciò avveniva tramite dei sentieri assai larghi, detti tratturi, forniti di diramazioni longitudinali (i tratturelli) e trasversali (i bracci).
Il viaggio durava giorni e si effettuavano soste in luoghi prestabiliti, noti come riposi o "stazioni di posta".
Con l'Unità d'Italia i contadini poterono riscattare i terreni dedicati ai pascoli e dedicarli alla coltivazione. Questo portò alla diminuzione dell'economia legata alla transumanza, per i pastori fu un duro colpo e molti di loro furono costretti a emigrare in altre parti del mondo.
Con l'avvento della moderna zootecnia e l'allevamento intensivo direttamente negli allevamenti l'attività di transumanza si è fortemente ridotta. Al giorno d'oggi è praticata soltanto in limitate zone italiane, specialmente in alcune località alpine e prealpine della Valle d'Aosta, del Piemonte, della Liguria, della Svizzera italiana, dell'Altopiano di Asiago, della Lessinia, del Trentino, dell'Alto Adige e della Carnia, in altre appenniniche del Molise, dell'Abruzzo (principalmente verso il Tavoliere o l'Agro Romano), della Campania, della Puglia, della Basilicata e del Lazio, nonché in Sardegna dai pastori di Villagrande e Arzana. In Sicilia viene ancora praticata nella zona delle Madonie, a Geraci Siculo, e sui Nebrodi Castell'Umberto. La terza domenica di maggio è la data in cui si sgavita a muntagna, cioè si rendono disponibili alle greggi i pascoli estivi del Demanio Montagna del comune di Geraci Siculo. Gli animali, provenienti dai vari pascoli di collina o pianura, attraversano per un intero giorno l'abitato di Geraci Siculo per trascorrere il periodo estivo in zona montana.

### In Francia

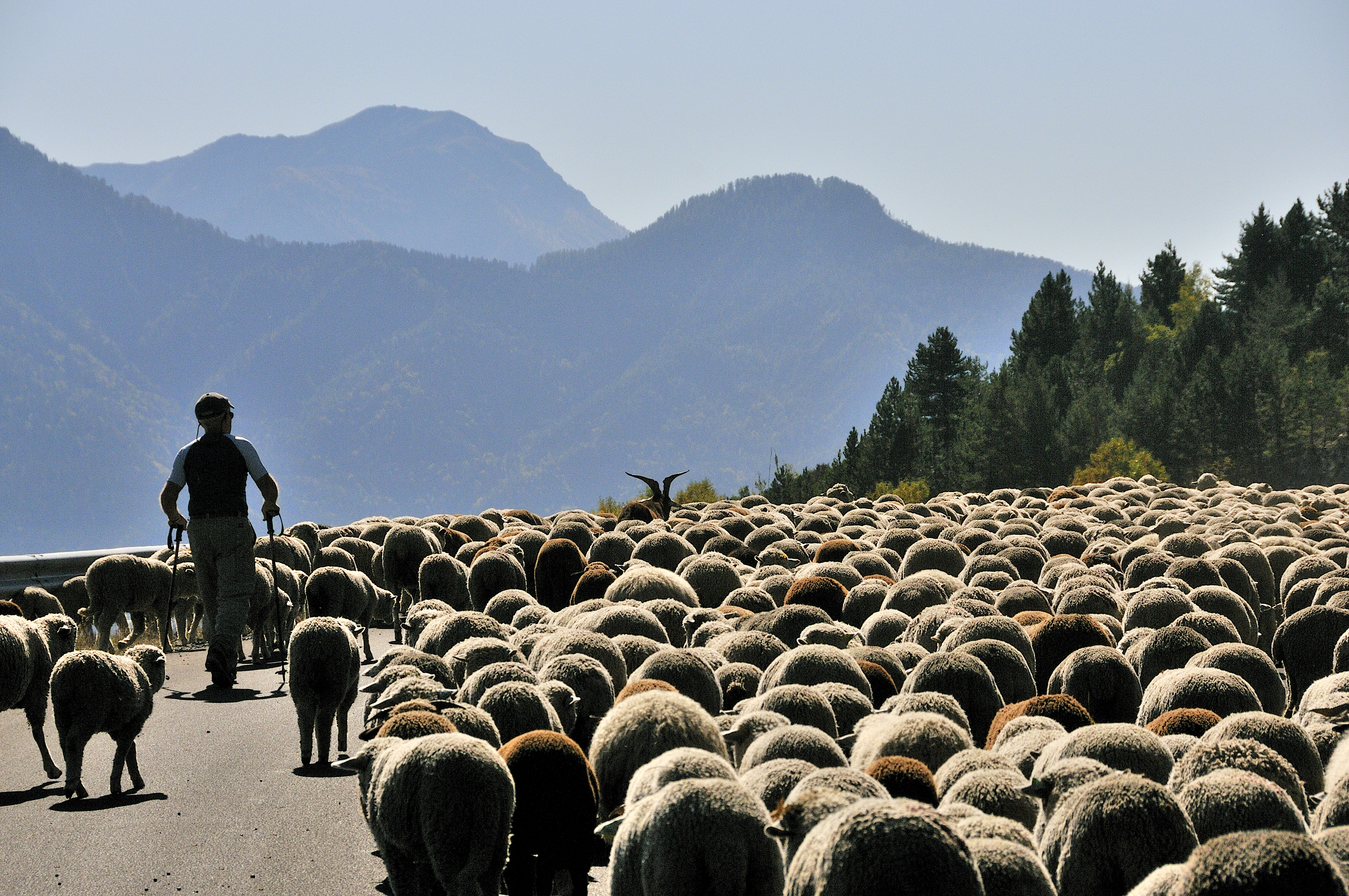
Transumanza nel Parco nazionale degli Écrins, in Francia

La transumanza da alcuni anni è diventata un momento di animazione delle vallate grazie alle feste, che permettono di riscoprire il territorio e i mestieri legati alla pastorizia. Questa riscoperta è particolarmente evidente in Alsazia, nei Pirenei, sulle Alpi e nella zona del Massiccio Centrale (specialmente sul pianoro di Aubrac e nel Cantal). Anche la conduzione su strada delle mandrie, che era stata pressoché sostituita dal trasferimento in camion, sta tornando a diffondersi.

## Nella cultura

### Letteratura e media

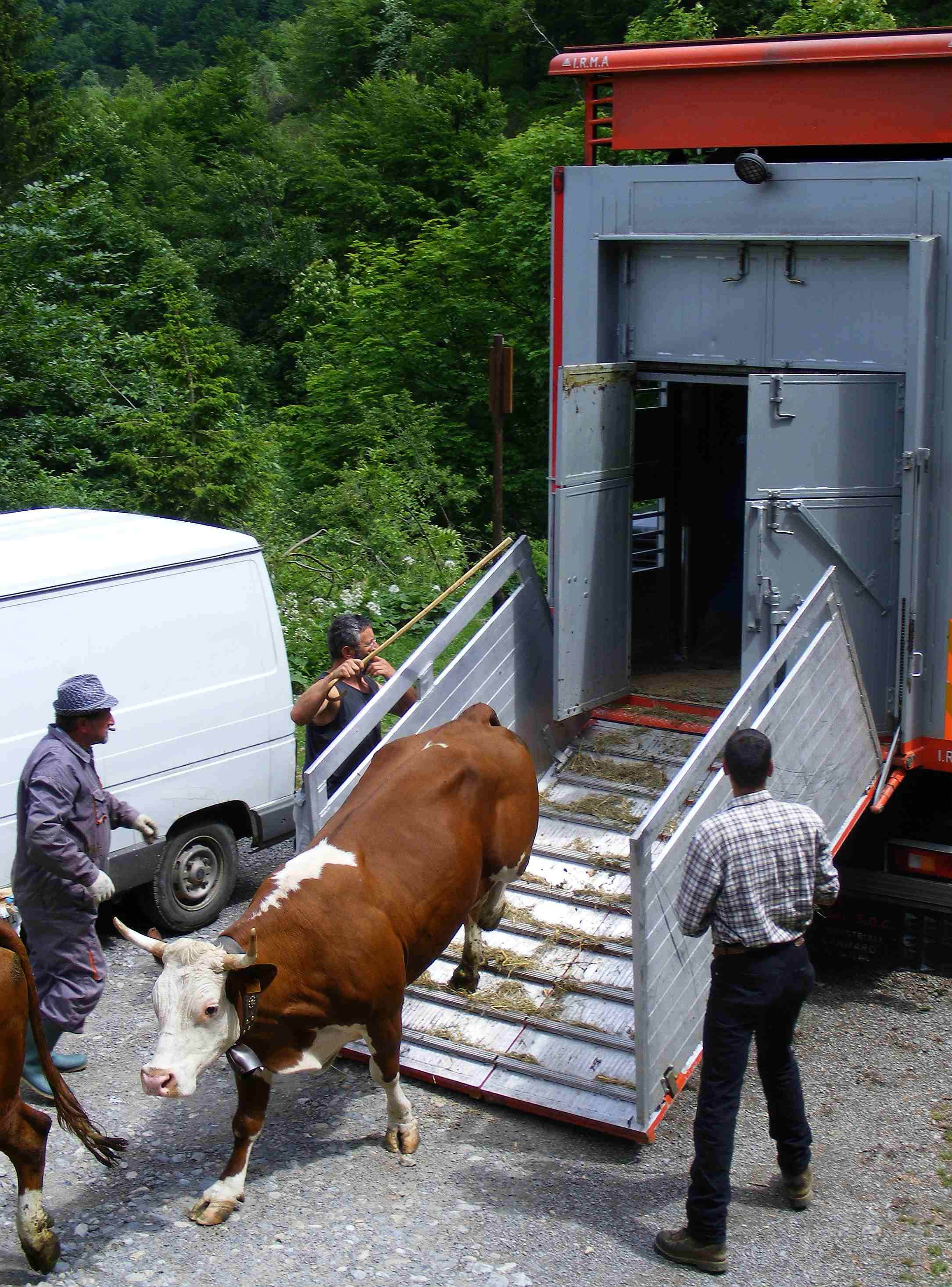
Transumanza di bovini

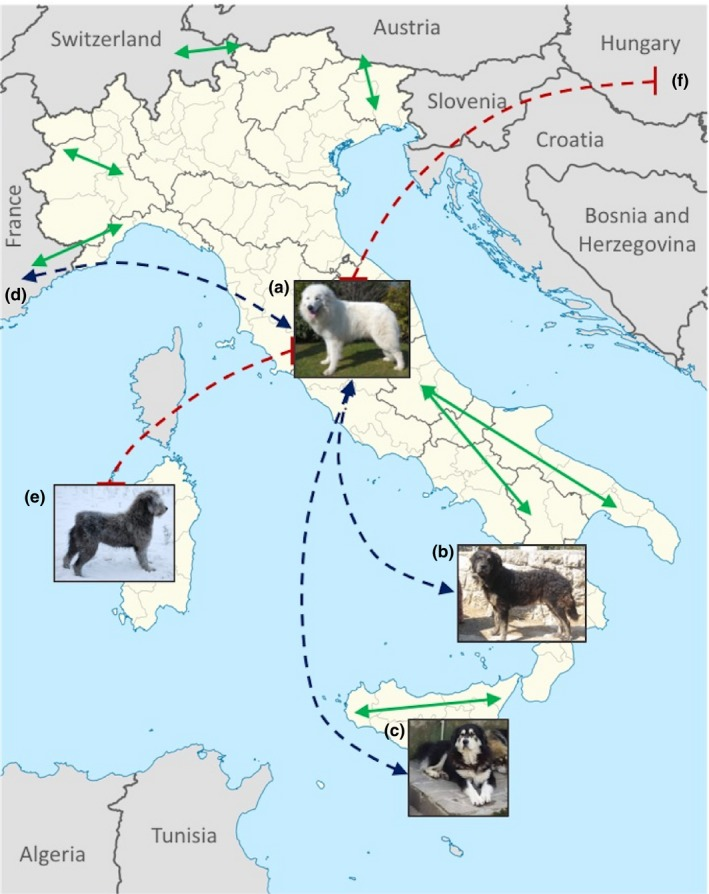
La condivisione dell'aplotipo delle razze italiane di cani guardiane del gregge

Marco Terenzio Varrone, georgico latino del I secolo a.C., nella sua opera didascalica De re rustica, riferisce: Itaque greges ovium longe abigintur ex Apulia in Samnium aestivatum… (Perciò le greggi di pecore a lungo vengono allontanate dalla Puglia verso il Sannio in estate ...), considerando la transumanza come un fenomeno economico che si incardinava nelle rendite dello stato romano durante il periodo sannitico. Riporta stralci di vita dei pastori sabelli che, con i loro spostamenti, congiungevano distanti pasture e l'obbligo di questi di segnalare le greggi che conducevano al pascolo nei territori pugliesi al fine di corrispondere il tributo, dovuto alle casse di Roma, per fruire dell'attraversamento delle strade pubbliche (calles publicae). Narra di guardiani di greggi che migravano, con cadenza stagionale, dalla Daunia e dal Bruzio trasferendosi nelle aree del Sannio e della Lucania.
Anche Virgilio, nelle Georgiche, e Plinio il Giovane descrissero pastori che conducevano greggi di pecore in pascoli molto distanti fra loro. Molti scrittori sono stati in passato ispirati dalla transumanza dei butteri della Maremma e dei pastori dell'Abruzzo. Un ricordo particolare è stato delineato, in tempi più recenti, anche da Gabriele D'Annunzio nella poesia I pastori, in cui si legge:
(Gabriele D'Annunzio, I pastori)
Un lungo lavoro di ricerca sulle trasformazioni del mondo pastorale transumante è stato svolto dagli antropologi Anna Cavasinni e Fabrizio Franceschelli sul finire degli anni settanta. Su questo tema hanno poi realizzato molti documentari per il cinema e la televisione, fra questi il lavoro più importante è Le vie della lana, serie in quattro puntate per la Rai. La coppia di registi-antropologi ha continuato negli anni le ricerche e le riprese sul territorio abruzzese e pugliese nel mondo pastorale dei tratturi e alle trasformazioni della cultura e dell'economia pastorali legate alla transumanza. Nel frattempo hanno esteso l'attività di indagine ad altri contesti geografici, quali l'arco alpino italiano, la Francia, la Romania, la Norvegia. È nato così il documentario di 58 minuti Transumanze d'Europa, andato in onda su Rai Storia.

### Nella cultura di massa
In Valle d'Aosta, un proverbio in patois valdostano definisce la transumanza così: Lé vatse, Sèn Bernar lé prèn é Sèn Métsë lé rèn (in italiano: "Le vacche, San Bernardo le prende e San Michele le restituisce"). Le mandrie di bovini salgono infatti agli alpeggi il giorno di San Bernardo (15 giugno) e fanno ritorno a valle il giorno di San Michele (29 settembre), eventi denominati rispettivamente énarpa e désarpa in patois (o in francese, inalpe e désalpe).
Un'eccezione è rappresentata dal patois di Cogne, che indica questi eventi con i termini vètéya e devètéya, dal verbo vètì (= vestire), secondo l'idea per cui la montagna è "vestita" di mucche durante il periodo estivo e successivamente "svestita".

### Filatelia
La repubblica Italiana ha dedicato alla migrazione stagionale delle greggi la serie di francobolli, da 0,45 euro, intitolata: "Transumanza attraverso il Tratturo Magno" emessa l'8 maggio 2004. Nell'immagine è riprodotto il borgo di Castel del Monte, comune in provincia dell'Aquila, e un gregge al pascolo.